# I Can See Your House from Here
Albums de Camel
Breathless
(1978) Nude
(1981)
I Can See Your House from Here est le septième album studio du groupe rock progressif britannique Camel. Sorti en 1979, une nouvelle  formation a été introduite avec les membres fondateurs Andrew Latimer (guitare) et Andy Ward (batterie), rejoints par le bassiste Colin Bass (en remplacement de Richard Sinclair) et les claviéristes Jan Schelhaas (entrés en 1978 pour la tournée Breathless) et Kit Watkins (ex-Happy The Man) qui a remplacé David Sinclair. À un moment donné, l'album allait s'appeler Endangered Species.

## Enregistrement
Les travaux ont débuté à l’été 1979, en collaboration avec le producteur Rupert Hine, aux Farmyard Studios de Little Chalfont. Le processus s'est également déroulé dans une maison de campagne élisabéthaine, un studio d'enregistrement résidentiel qui convenait bien au groupe. Les overdubs orchestraux ont été ajoutés aux studios AIR de Londres. Mel Collins (qui a également travaillé avec Caravan) a contribué au son du saxophone, tandis que le batteur / chanteur de Genesis, Phil Collins, a été choisi pour jouer des percussions. Andy Latimer était satisfait du produit final, déclarant à propos d'Hine : "très amusant de travailler avec lui, il était vraiment brillant et amusant. J'ai aimé faire cet album. Nous l'avons fait assez rapidement et la production n'a pas été longue."
L'album est sorti en octobre 1979. Il a passé trois semaines dans le classement à la fin octobre et au début novembre, atteignant le numéro 45. Un single d'accompagnement était prévu, mais en attente. Au lieu de cela, un maxi single contenant une version modifiée de Andy Latimer et Kit Watkins "Remote Romance" est soutenu par "Rainbow's End" de Breathless (1978) et une production de "Tell Me" de Camel / Mick Glossop, initialement sortie sur Rain Dances (1977). ). Il n'a pas atteint les charts. Le single "Your Love Is Stranger Than Mine" / "Neon Magic" a suivi en février 1980.

## Titres
1. Wait (Andrew Latimer, John McBurnie) – 5:02
2. Your Love Is Stranger Than Mine (Colin Bass, Latimer, Jan Schelhaas, Andy Ward) – 3:25
3. Eye of the Storm (Kit Watkins) – 3:52
4. Who We Are (Latimer) – 7:52
5. Survival (Latimer) – 1:12
6. Hymn to Her (Latimer, Schelhaas) – 5:36
7. Neon Magic (Latimer, Viv McAuliffe, Schelhaas) – 4:39
8. Remote Romance (Latimer, Watkins) – 4:07
9. Ice (Latimer) – 10:17

## Personnel
- Andrew Latimer - guitare, chant
- Colin Bass - basse, chant
- Kit Watkins - claviers, flûte
- Jan Schelhaas - claviers
- Andy Ward - batterie, percussions

### Musiciens additionnels
- Mel Collins – saxophone alto sur "Your Love Is Stranger Than Mine"
- Phil Collins - percussions
- Rupert Hine - chœurs
- Simon Jeffes - arrangements orchestraux sur "Who We Are" et "Survival"

## Sources
- (en) Cet article est partiellement ou en totalité issu de l’article de Wikipédia en anglais intitulé « I Can See Your House from Here » (voir la liste des auteurs).